# Solirubrobacteraceae
Solirubrobacteraceae es una familia de bacterias grampositivas del orden Solirubrobacterales. Contiene un solo género: Solirubrobacter. Fue descrito en el año 2003. Su etimología hace referencia a Rubrobacter del suelo. Son bacterias aerobias e inmóviles. Se han aislado principalmente de suelos. 

## Taxonomía
Actualmente contiene 5 especies descritas:
- Solirubrobacter ginsenosidimutans
- Solirubrobacter pauli
- Solirubrobacter phytolaccae
- Solirubrobacter soli
- Solirubrobacter taibaiensis